# Whayne Wilson
Whayne Wilson Harris (né le 7 septembre 1975 à Puerto Limón au Costa Rica et mort le 18 mai 2005) est un footballeur international costaricien, qui évoluait au poste d'attaquant.

## Biographie

### Carrière en sélection
Avec l'équipe du Costa Rica, il joue 8 matchs (pour 4 buts inscrits) entre 2004 et 2005. Il figure notamment dans le groupe des sélectionnés lors de la Copa América de 2004.
Il participe également aux JO de 2004. Lors du tournoi olympique, il joue 4 matchs et atteint le stade des quarts de finale.